# Нік Томан
Нік Томан  (англ. Nick Thoman, 6 березня 1986) — американський плавець, олімпійський чемпіон.

## Виступи на Олімпіадах
| Олімпіада   | Дисципліна                      | Місце  |
| ----------- | ------------------------------- | ------ |
| Лондон 2012 | плавання на 100 метрів на спині | Срібло |
| Лондон 2012 | комплексна естафета 4 × 100     | Золото |

## Зовнішні посилання
- Досьє на sport.references.com [Архівовано 12 грудня 2012 у Wayback Machine.]